# Wi-Fi電話端末
Wi-Fi電話端末（ワイファイでんわたんまつ）とは、Wi-Fi規格の小電力無線電話端末。

## 概要
VoIPをWi-Fi無線LANに通すVoWLAN(Voice over Wireless LAN)により携帯電話として使える端末である。
無線IP電話機とも呼ぶ。
VoIPにはSkypeやSIP(Session Initiation Protocol)やH.323を使っている。
Wi-Fi電話端末は、公衆無線LAN向けWi-Fi専用携帯電話よりも、複数の携帯電話規格を併用している内の一つの携帯電話規格として内蔵している端末の方が多い。N906iLやF1100といった携帯電話とのDual端末も登場し、ホームUやPASSAGE DUPLEといった商用サービスも開始されている。
Wi-Fi内蔵のスマートフォンにVoIPソフトを入れて無線ソフトフォンとして使えるようにできる場合も有る。